# Philippe Ier de Hanau-Lichtenberg
Pour les articles homonymes, voir Hanau (homonymie).
Philippe Ier l'Ancien de Hanau-Lichtenberg est né le 8 novembre 1417 à Windecken et décède le 10 mai 1480 à Ingwiller. Il fut comte de Hanau et régna après un partage territorial entre lui et son neveu, le comte Philippe Ier le Jeune, sur le comté de Hanau-Babenhausen, embryon de ce qui deviendra, une journée avant son trépas, le comté de Hanau-Lichtenberg.

## Avant le partage territorial
Philippe Ier l'Ancien de Hanau est né le 8 novembre 1417 au château de Windecken où, deux jours plus tard, il fut baptisé. Fils du futur comte Reinhard II de Hanau et de son épouse, la comtesse Katharina de Nassau-Beilstein.
Il fut d'abord destiné à une carrière ecclésiastique, n'étant pas l'aîné de sa fratrie. Mais vers le milieu du XVe siècle, on le retrouve pourtant en tant que militaire car en 1448 il se rallie au duc de Clèves lors de sa guerre contre l'archevêque de Cologne. Quand en l'an 1451 son père meurt, la succession dynastique de la maison de Hanau est assumée par son frère aîné le comte Reinhard III.

## Le partage territorial

### Une situation dynastique précaire
En 1452, après seulement une année de règne, le comte Reinhard III de Hanau décède. Son successeur légitime est son fils, un enfant de quatre ans, Philippe Ier le Jeune.
Cette succession, à un enfant aussi jeune, sème le trouble dans la famille.
- Soit l'on respecte la règle de la primogéniture instituée dans la famille en 1375. Cela signifie que Philippe Ier le Jeune, une fois majeur, est pleinement investi dans la fonction comtale et perpétue la dynastie. Cette solution a l'avantage de remettre en une seule main les biens de la famille. L'inconvénient est que si l'enfant meurt sans descendance, la dynastie s'éteint avec lui.
- Soit la famille passe outre la primogéniture et autorise le plus proche agnat, Philippe Ier l'Ancien à se marier. Cette solution a pour avantage de maintenir plus considérablement la dynastie. Le désavantage est qu'il faut partager le comté. Cette solution est aussi pressante du fait que Philippe l'Ancien est à ce moment précis célibataire et âgé de quarante ans.

### La lutte pour le partage
Le petit Philippe Ier le Jeune, du fait de sa minorité, est placé sous la tutelle de son grand-père maternel, le comte Othon Ier de Palatinat-Mosbach, de sa grand-mère paternelle Catherine de Nassau-Beilstein et de son oncle Philippe Ier l'Ancien. Cette tutelle joue avant et après le partage territorial mais sera exercée plus tard par le seul Philippe l'Ancien. Philippe le Jeune est déclaré majeur en 1467. 
Le parti qui défend les intérêts de Philippe l'Ancien à l'avantage sur celui du comte Othon Ier de Palatinat-Mosbach qui est contre le partage territorial. En cela, il défend le point de vue de sa fille Marguerite, la veuve de Reinhard III et mère de Philippe le Jeune. Il cherche ainsi à conserver pour son petit-fils l'intégralité de l'héritage. 
Pour la vieille comtesse douairière Catherine de Nassau-Beilstein il pourrait à priori lui sembler égal que de son fils cadet Philippe l'Ancien ou de son petit-fils Philippe le Jeune perpétue la dynastie. Mais elle met en avant le danger de l'extinction de la maison de Hanau. Si Philippe l'Ancien se marie rapidement la descendance familiale a bien plus de chance d'être assurée. D'autant plus qu'il déjà est le père de Jean, un enfant illégitime. Tout miser sur Philippe le Jeune, un enfant de quatre ans est trop hasardeux. 
Aussi le parti de Philippe l'Ancien mobilise toute la parenté et tous les obligés de la famille. C'est ainsi que les quatre principales villes du comté, Hanau, Windecken, Babenhausen et Steinau, ainsi que les vassaux des comtes de Hanau et les militaires attachés au château de Babenhausen écrivent une lettre commune au comte Otto 1er pour lui faire connaître leur vœu de voir Philippe l'Ancien autorisé à se marier.

### Le contrat de partage de 1458
Lorsqu'en 1457 meurt Marguerite, son père Otto Ier est désormais moins motivé à empêcher le partage territorial. Le risque voir naître des problèmes après le mariage de Philippe l'Ancien et le partage territorial semble moindre. Aussi, un contrat familial est conclu en janvier de l'an 1458. La partie du comté de Hanau située au sud du Main dont le bailliage de Babenhausen est dévolue à Philippe l'Ancien. Philippe l'Ancien est loin d'obtenir la moitié du comté de Hanau; sa partie est bien moindre, mais on lui reconnaît le droit de se marier. Ce qu'il fera l'année même. Dans les deux nouvelles entités est à nouveau instituée la règle de la primogéniture.
Avec le recul, cette solution fut la bonne. Non pas que Philippe le Jeune décéda sans descendance. Mais parce que par le mariage de Philippe l'Ancien un nouveau comté d'importance voit le jour; le comté de Hanau-Lichtenberg.

### Appellations
Pour pouvoir différencier les deux comtés de Hanau après 1458, on désigne par Comté de Hanau-Babenhausen puis, après 1480, par Comté de Hanau-Lichtenberg, la partie gouvernée par Philippe l'Ancien. Pour la partie gouvernée par Philippe le Jeune on parlera officiellement à partir de 1496 du Comté de Hanau-Münzenberg.

## Famille
Philippe l'Ancien épouse le 6 septembre 1458 à Hanau, Anne de Lichtenberg une des deux héritières de la seigneurie de Lichtenberg. De cette union sont nés:
1. Jean (* ca. 1460; † 4. Septembre 1473), inhumé en l'église Saint-Nicolas de Babenhausen
2. Philippe II
3. Marguerite de Hanau-Lichtenberg (* 15. Mai 1463, Lichtenberg; † 26. Mai 1504), épouse du comte Adolf III de Nassau-Wiesbaden
4. Louis de Hanau-Lichtenberg (* 23. août 1464; † 30. décembre 1484, Trente)
5. Anne (*?; † 1491), nonne au cloitre de Marienborn
6. Thierry (ca. 1468; † 25. Février 1473[2]), inhumé en l'église Saint-Nicolas à Babenhausen.
7. Albert (* avant 1474; † 24. Juin 1491), inhumé à Bouxwiller (Bas-Rhin)

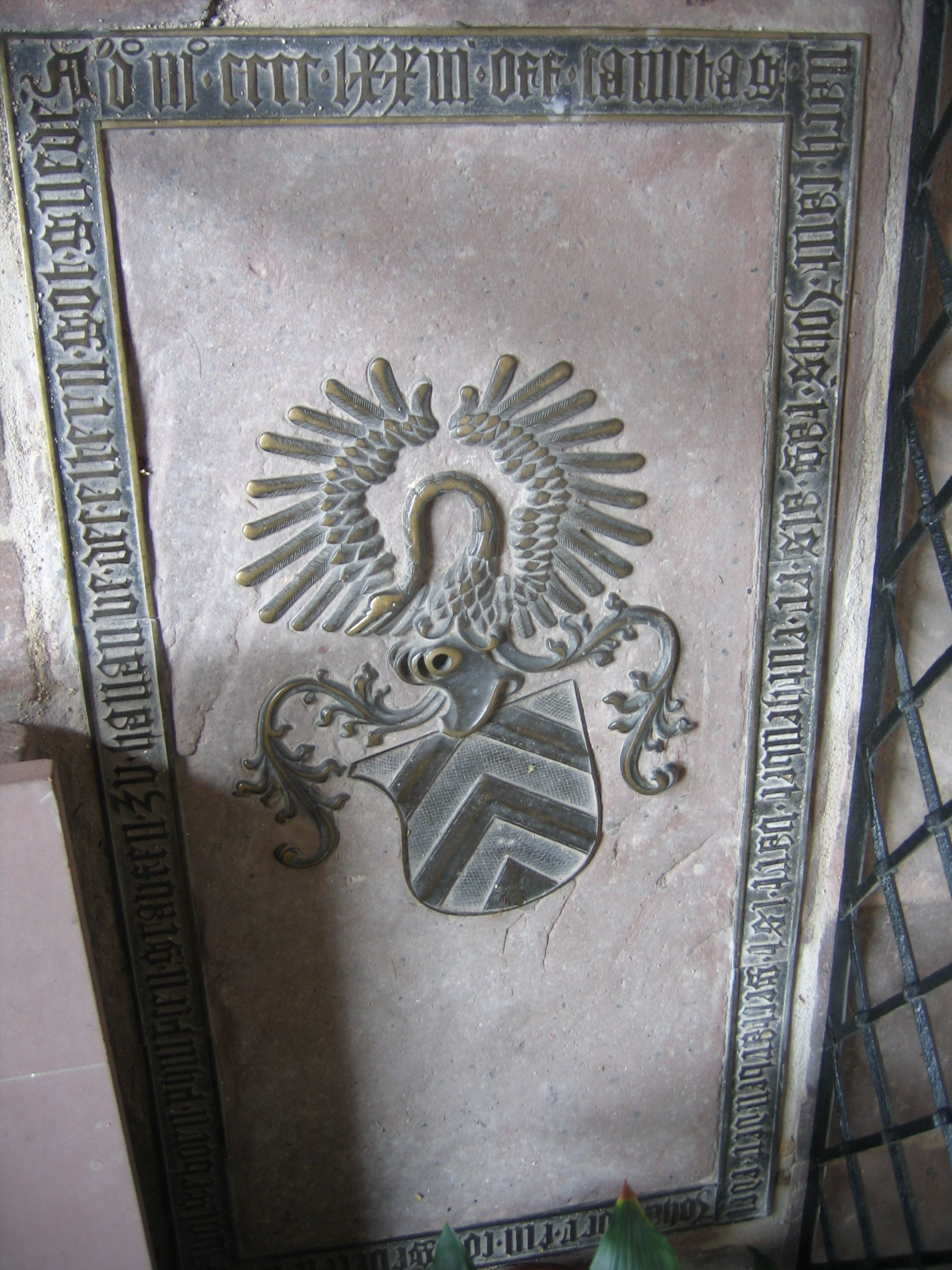
Pierre tombale de Johann de Hanau-Lichtenberg en l'église de Babenhausen (Hesse)
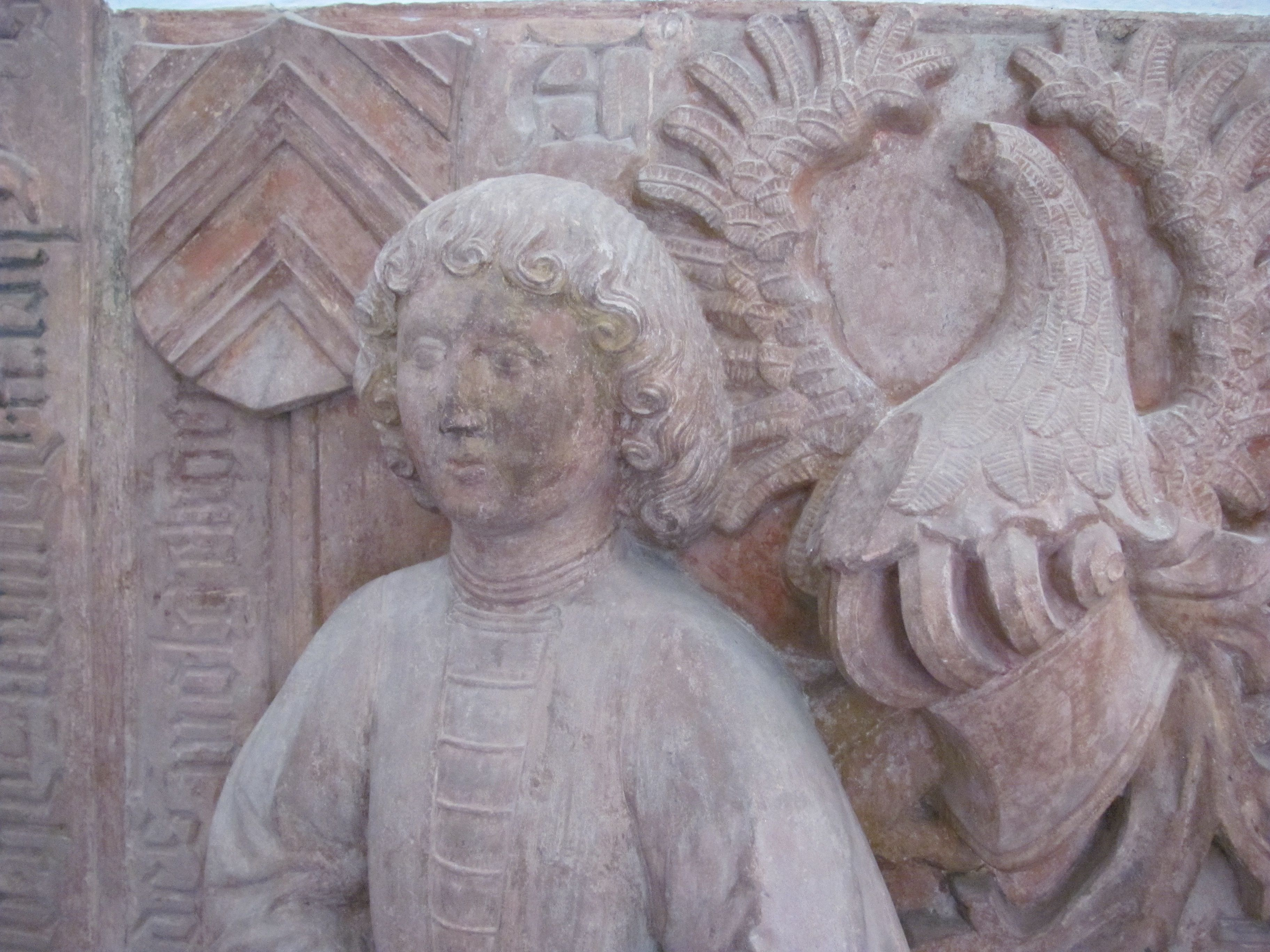
Johann de Hanau-Lichtenberg
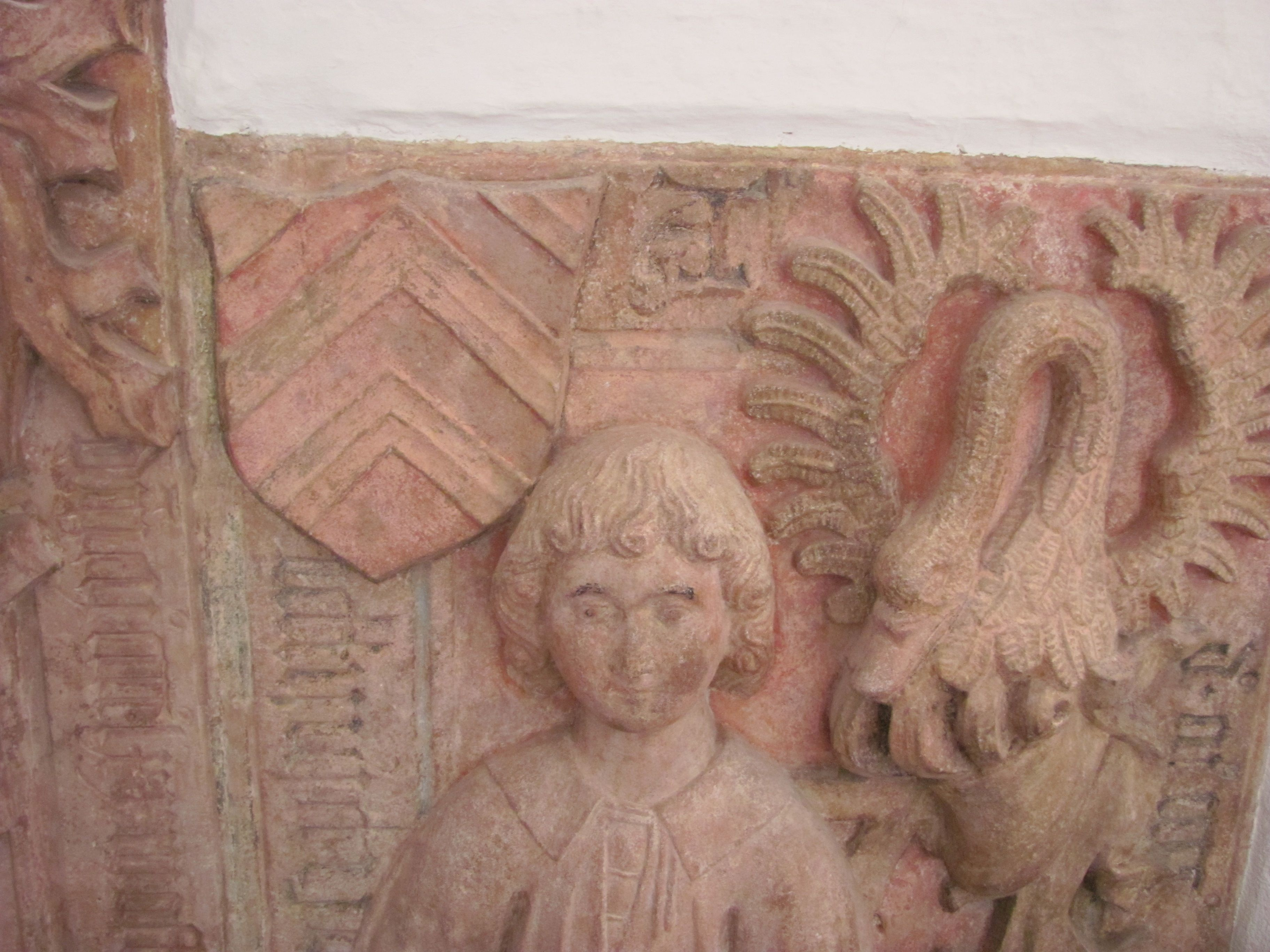
Dieter de Hanau-Lichtenberg

## Règne
Après 1458, Philippe Ier assuma seul la tutelle de son neveu Philippe le Jeune. Le comté de Hanau resta ainsi uni jusqu'en 1467, année de la majorité de ce dernier. Philippe l'Ancien résida en son château de Babenhausen qu'il fait agrandir en 1460 en érigeant l'aile orientale.

## Décès

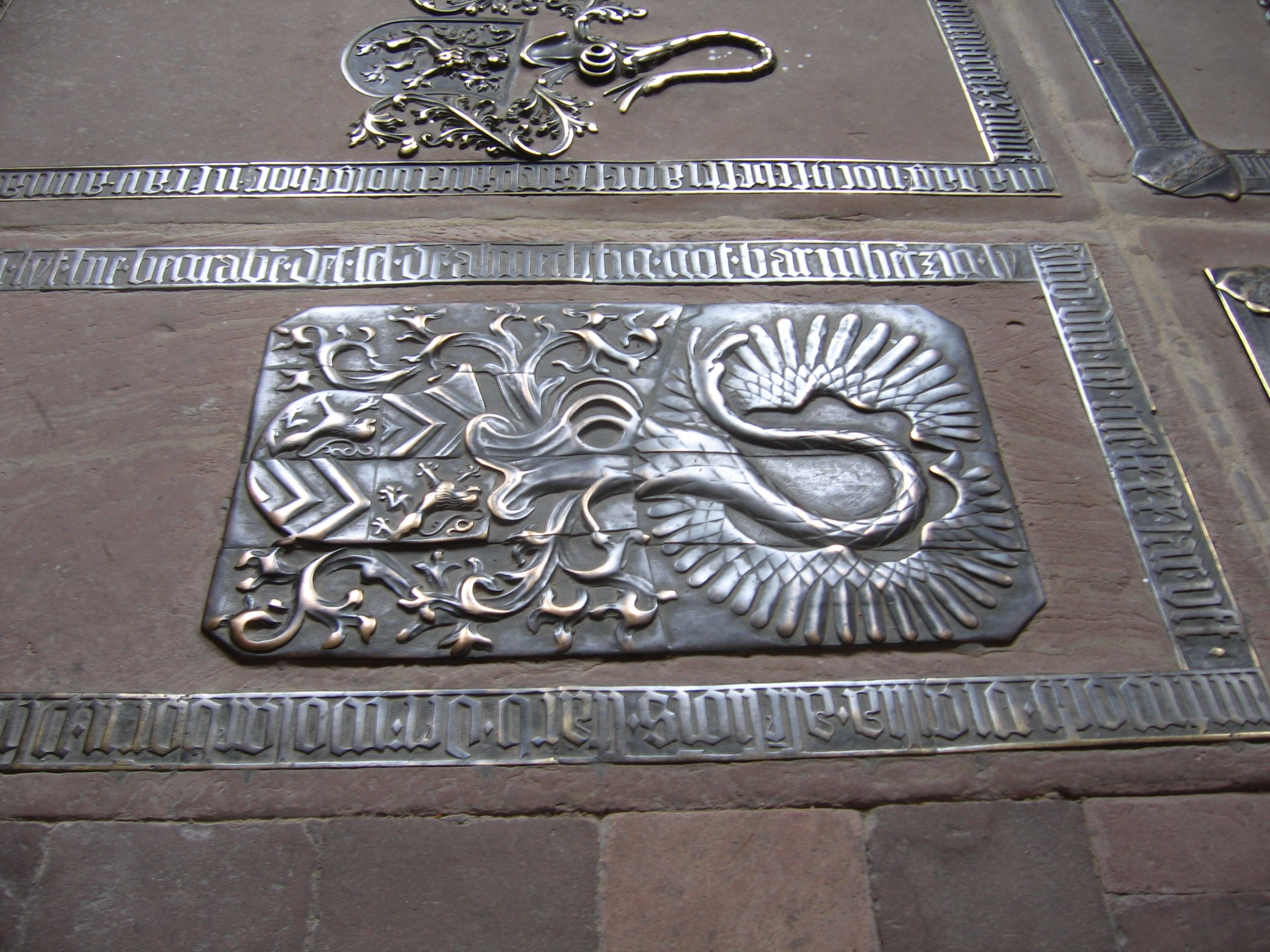
Église de Babenhausen (Hesse), Pierre tombale de Philippe Ier l'Ancien, de Hanau-Lichtenberg

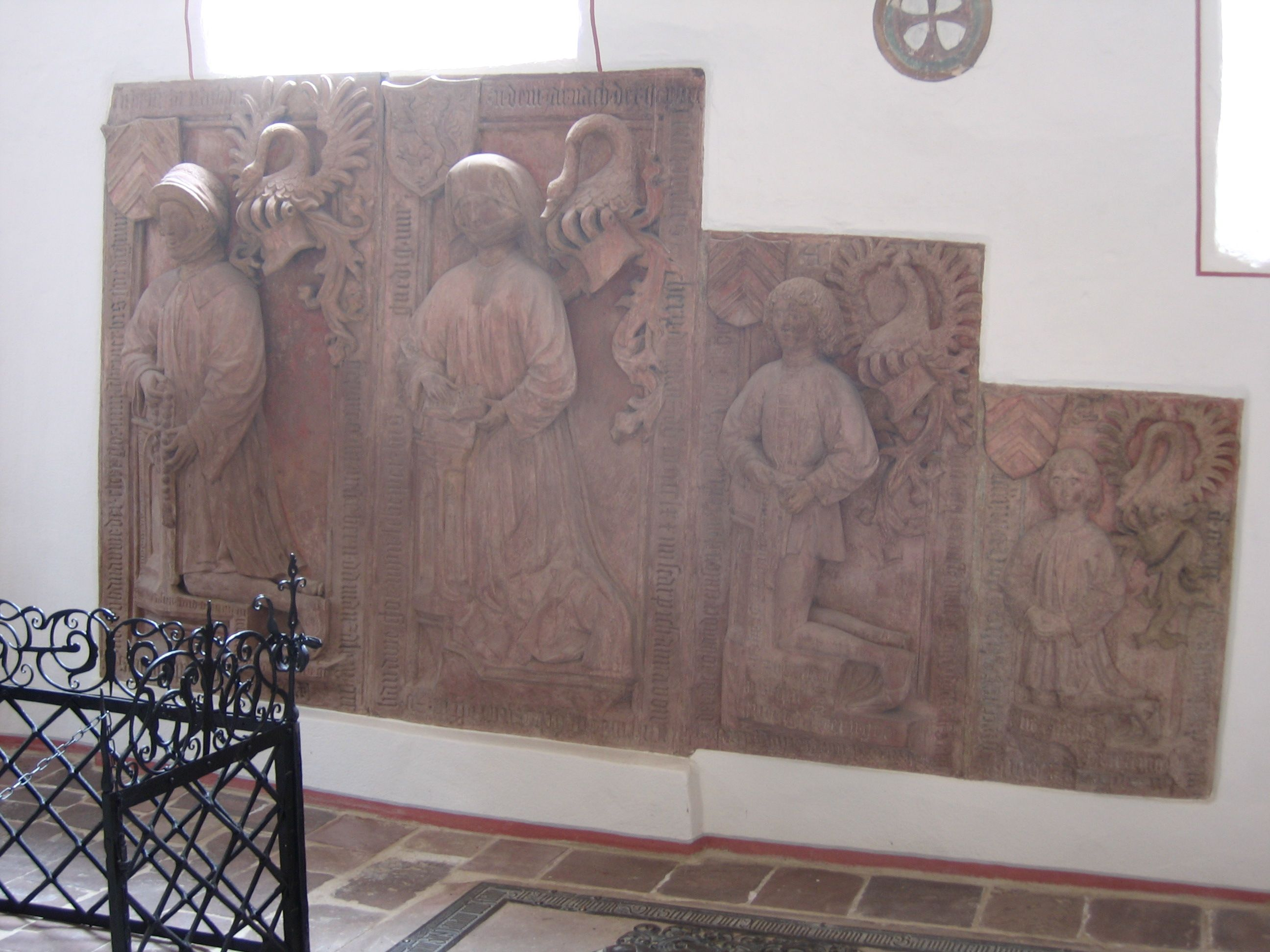
Epitaphes von Philippe Ier, de son épouse Anne de Lichtenberg, et de leurs fils Johann et Dieter en l'église de Babenhausen (Hesse)

Philippe l'Ancien meurt le 10 mai 1480, seulement un jour après l'accord de partage conclu avec le comte Simon Wecker de Deux-Ponts concernant l'héritage de la Seigneurie de Lichtenberg. Il fut inhumé en l'église Saint-Nicolas de Babenhausen. Son épitaphe en grès rose, partagée avec sa femme et leurs deux fils, nous a été conservée.